# Ољка
Ољка (слч. Oľka) насељено је мјесто са административним статусом сеоске општине (слч. obec) у округу Медзилаборце, у Прешовском крају, Словачка Република.

## Становништво
| Година:    | 1994. | 2004.    | 2014.    | 2024.    |
| ---------- | ----- | -------- | -------- | -------- |
| Број људи: | 426   | 350      | 295      | 251      |
| Разлика:   |       | -17,84 % | -15,71 % | -14,91 % |

| Година:    | 2023. | 2024.   |
| ---------- | ----- | ------- |
| Број људи: | 251   | 251     |
| Разлика:   |       | +1,42 % |

Према подацима о броју становника из 2024. године насеље је имало 251 становника.